# Callidula fasciata
Callidula fasciata es una polilla de la familia Callidulidae. Se encuentra en Ternate.